# 55874 Brlka
55874 Brlka este un asteroid din centura principală de asteroizi.

## Descriere
55874 Brlka este un asteroid din centura principală de asteroizi. A fost descoperit pe 28 octombrie 1997 la Observatorul din Ondřejov de Petr Pravec. Asteroidul prezintă o orbită caracterizată de o semiaxă mare de 2,61 ua, o excentricitate de 0,22 și o înclinație de 14,3° în raport cu ecliptica.